# Harald Mahrer

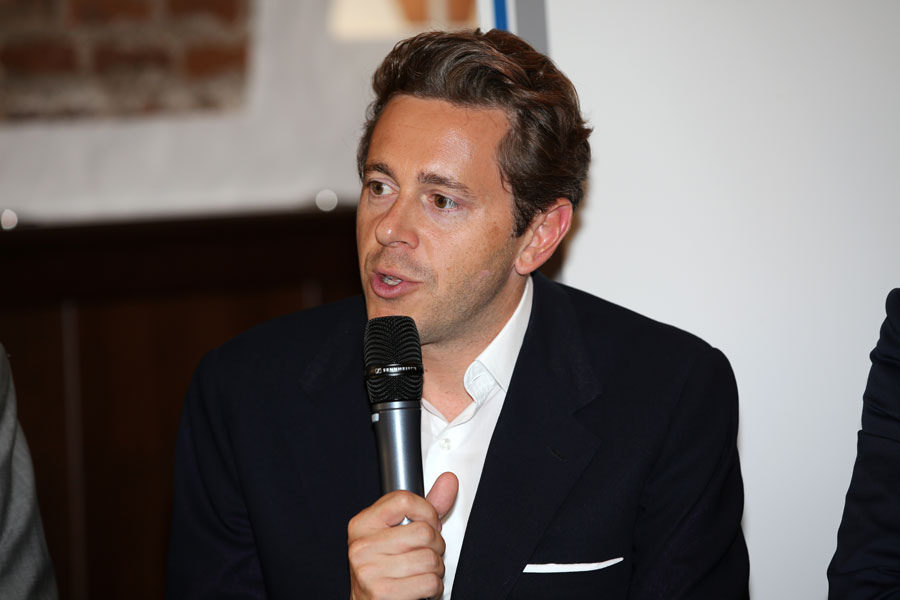
Harald Mahrer (2014)

Harald Mahrer (* 27. März 1973 in Wien) ist ein österreichischer Politiker (ÖVP), Funktionär, Unternehmer und Publizist. Seit Dezember 2017 ist er Präsident des Wirtschaftsbundes der ÖVP, seit Mai 2018 Präsident der Wirtschaftskammer Österreich (WKO) und seit Juni 2018 Mitglied des Präsidiums der Österreichischen Sporthilfe sowie Präsident des Wirtschaftsforschungsinstituts (WIFO) und war bis Ende 2019 Obmann der Sozialversicherungsanstalt der gewerblichen Wirtschaft (SVA).
Seit 1. September 2018 ist er zudem Präsident der Oesterreichischen Nationalbank.
Daneben ist Mahrer Eigentümer und geschäftsführender Gesellschafter der HM Tauern Holding Beteiligungsgesellschaft.
Von 2014 bis 2017 war Mahrer in der Bundesregierung Faymann II (SPÖ-ÖVP-Koalition) unter Minister Reinhold Mitterlehner (ÖVP) Staatssekretär im Bundesministerium für Wissenschaft, Forschung und Wirtschaft. In der darauf folgenden Bundesregierung Kern (SPÖ-ÖVP) stieg er nach dem Rücktritt Mitterlehners von 17. Mai 2016 bis 18. Dezember 2017 selbst zum Minister auf.
Die von Mahrer im September 2023 genannten Zahlen bzgl. Senkung der obligatorischen Wirtschaftskammer-Beiträge werden angezweifelt.

## Leben
Nach der Matura am Realgymnasium Wien-Krottenbachstraße studierte Harald Mahrer von 1991 bis 1998 Betriebswirtschaftslehre an der Wirtschaftsuniversität Wien (WU Wien). Während des Studiums war er in der Hochschulpolitik tätig, Mitglied der ÖVP-nahen Aktionsgemeinschaft und 1995 deren geschäftsführender Bundesobmann. Von 1995 bis 1997 war er ÖH-Vorsitzender an der WU Wien. Anschließend arbeitete er dort als Assistent des Rektors und als Forschungsassistent am Institut für Informationswirtschaft. Im Jahr 2000 promovierte er zum Doktor der Sozial- und Wirtschaftswissenschaften.

### Unternehmer
Im selben Jahr gründete er die Unternehmensberatungsfirma legend Consulting, die 2005 von der PR-Agentur Pleon Publico übernommen wurde, wo er von 2006 bis Ende 2010 als geschäftsführender Gesellschafter tätig war. In diese Zeit fällt ein Auftrag der Kärntner Bank Hypo Alpe Adria, demgemäß die von Mahrer geführte Agentur Öffentlichkeitsarbeit für deren Vorstandsvorsitzenden Wolfgang Kulterer und gegen die Finanzmarktaufsicht (FMA) machte, die wegen Bilanzfälschung im Zuge von Spekulationsverlusten im Umfang von etwa 328 Millionen Euro Ermittlungen gegen die Bank aufgenommen hatte.
Von 2011 bis 2013 war er einer der Geschäftsführer der von ihm gegründeten Unternehmensberatung cumclave. Daneben wurde er Alleingesellschafter sowie Geschäftsführer der HM Tauern Holding Beteiligungsgesellschaft m.b.H. mit Sitz in Spittal an der Drau in Kärnten, wo seine Ehefrau Geschäftsführerin im dazugehörigen Privatspital ist.

### Politik- und staatsnaher Bereich
Von 1999 bis 2000 war Mahrer Sprecher und Projektmanager bei der vom damaligen Bundeskanzler Viktor Klima (SPÖ, Bundesregierung Klima, eine SPÖ-ÖVP-Koalition) ins Leben gerufenen Initiative Go on – Österreich ans Internet.
In der Zeit der Bundesregierung Schüssel II (ÖVP-FPÖ-Koalition) gehörte er von 2003 bis 2005 dem E-Government Board der Regierung an und absolvierte den 6. Strategischen Führungslehrgang an der Landesverteidigungsakademie. Daneben gründete er den Think Tank demokratie.morgen und 2004 das Metis Institut für ökonomische und politische Forschung, das er bis 2013 als einer der Direktoren leitete.

### Politik
Ab 2011 war er Präsident der im Umfeld der ÖVP angesiedelten Julius Raab Stiftung. Im Verlag Noir der politischen Akademie der ÖVP publizierte er in dieser Zeit mehrere Bücher. 2014 gründete er den Verband der Gemeinnützigen Stiftungen. Als Sebastian Kurz, damals Außenminister in der Bundesregierung Faymann II (SPÖ-ÖVP), im September 2015 Präsident der politischen Akademie der ÖVP wurde, wechselte Mahrer als einer der stellvertretenden Vorsitzenden dorthin.
Nach dem Rücktritt Michael Spindeleggers im August 2014 wurde Reinhold Mitterlehner ab September dessen Nachfolger als Wirtschaftsminister und Vizekanzler in der Bundesregierung Faymann II sowie in der Funktion des ÖVP-Bundesparteiobmannes. Im Ministerium wurde ein neues Staatssekretariat eingerichtet, das Mahrer übernahm. Dem Unvereinbarkeitsgesetz entsprechend gab er seine Geschäftsführertätigkeit in der HM Tauern Holding auf, übertrug sie auf seine Frau, blieb aber Eigentümer des Unternehmens. Wie im Amtsblatt bekannt gegeben galt für die Firma für den Zeitraum seiner Tätigkeit in der Bundesregierung ein öffentliches Aufragsverbot (keine Aufträge des Bundes bzw. vom Rechnungshof kontrollierter Unternehmen).
Im Februar 2016 wurde er Vizepräsident des Wirtschaftsbundes der ÖVP. Nach Mitterlehners Rücktritt im Mai 2017 trat Mahrer in der Bundesregierung Kern dessen Nachfolge als Minister an, das Staatssekretariat wurde aufgelöst. Im November wurde er vom Präsidium des Wirtschaftsbundes als neuer Präsident designiert und im Dezember 2017 während einer außerordentlichen Generalversammlung mit rund 95 Prozent der Stimmen in diese Position gewählt.
Der nach der Nationalratswahl 2017 im Dezember gebildeten Bundesregierung Kurz I (ÖVP-FPÖ-Koalition) gehörte Mahrer nicht an. So übernahm er mit 2. Jänner 2018 wieder die Funktion des Geschäftsführers seiner HM Tauern Holding. Nach dem Rücktritt des seit 2000 amtierenden Christoph Leitl wurde Mahrer im Mai 2018 Präsident der Wirtschaftskammer Österreich. Seit Juni 2018 ist er Mitglied im Präsidium der Österreichischen Sporthilfe. Im Juni 2018 folgte er Leitl auch als Obmann der Sozialversicherungsanstalt der gewerblichen Wirtschaft (SVA) und zuletzt auch als Präsident des Wirtschaftsforschungsinstituts (WIFO) nach. Ende August 2018 wurde er während des ersten Ministerrates der ÖVP-FPÖ-Bundesregierung nach der Sommerpause als designierter Präsident der Oesterreichischen Nationalbank präsentiert, wo er mit 1. September Claus Raidl ablöste.
Im Juni 2020 wurde Mahrer vom Wirtschaftsparlament für weitere fünf Jahre als Präsident der Wirtschaftskammer eingesetzt. Im September 2023 wurde er als Präsident des ÖVP-Wirtschaftsbundes bestätigt.
Sein Mandat als Präsident des Generalrates der Oesterreichischen Nationalbank lief Ende August 2023 aus, im Oktober 2023 wurde er für diese Funktion wiederbestellt.

## Politische Positionen

### Koalitionsverhandlungen 2025
Kurz vor dem Scheitern der Koalitionsverhandlungen der FPÖ mit der ÖVP im Februar 2025 bezeichnete Mahrer die FPÖ als „nicht regierungsfit“ und „im Machtrausch“.

### Pensionsantrittsalter
Im Juli 2025 sprach sich Mahrer wie kurz zuvor bereits Georg Knill für eine Anhebung des Pensionsantrittsalters in Österreich auf 70 Jahre aus, dies sei eine Option, das „Problem“ der älter werdenden Bevölkerung „langfristig anzugehen“.

## Kritik
Harald Mahrer ist aufgrund seiner Mehrfachfunktionen seit Jahren Kritik ausgesetzt, zeitweise bekleidete er sieben Spitzenfunktionen. Die politische Opposition warf der ÖVP unter Sebastian Kurz im Zuge dessen „Postenschacher“ vor.
Mit seinen Aussagen zu den europäischen Russland-Sanktionen hat Mahrer ebenfalls für Kritik gesorgt, so äußerte sich etwa Bundesminister Johannes Rauch zu den Aussagen von Mahrer: „Das ist ein Ausmaß an Unverantwortlichkeit, das macht mich fassungslos“.

## Privatleben
Harald Mahrer ist mit der Unternehmerin Andrea Elisabeth Samonigg-Mahrer verheiratet. Er lebt in Wien und Spittal an der Drau.

## Auszeichnungen (Auswahl)
- Großes Silbernes Ehrenzeichen am Bande für Verdienste um die Republik Österreich[27]

## Publikationen
- als Herausgeber mit Johannes Krall, Richard Lernbass, Christoph Neumayer, Oliver Stauber: Philanthropie 2.0 (= Finance & Ethics. Band 3). PL Academic Research, Frankfurt am Main/Bern/Wien 2016, ISBN 978-3-631-67122-1.
- als Herausgeber: Was wäre wenn ...? 10 Jahre schwarz grün. Eine Spekulation, Julius Raab Stiftung, Verlag Noir, Wien 2013, ISBN 978-3-9503483-1-6
- Eigentum. Wir sind dafür. Verlag Noir der Julius-Raab-Stiftung, Wien 2013, ISBN 978-3-9503483-2-3.
- mit Harald Katzmair: Die Formel der Macht. Ecowin, Salzburg 2011, ISBN 978-3-7110-0003-3.
- Freiheit. Verantwortung. Solidarität. Chancengerechtigkeit. Ehrlichkeit: wir sind dafür. Verlag Noir der Julius-Raab-Stiftung, Wien 2011, ISBN 978-3-9502494-1-5.
- Mehr Freiheit. Mehr Verantwortung. Novum Pro (Selbstverlag), Neckenmarkt 2009, ISBN 978-3-99003-197-1.
- als Herausgeber: Österreich 2050. Czernin, Wien 2005, ISBN 978-3-7076-0059-9.